# Lavra Peșterilor din Kiev
Lavra Peșterilor din Kiev, cunoscută și sub denumirea de Lavra Pecerska, (în ucraineană Києво-Печерська лавра, transliterat: Kievo-Pecerska lavra, în rusă Киeво-Печерская лавра, transliterat: Kievo-Pecerskaia lavra) este un complex mănăstiresc întemeiat în secolul al XI-lea de călugărul Antonie de Kiev, la scurt timp după creștinarea Rusiei Kieviene.
De la fondarea sa ca mănăstire a peșterilor⁠(d) în 1051, lavra a fost un centru proeminent al creștinismului ortodox în Europa de Est. Alături de Catedrala Sfânta Sofia, a fost înscrisă în Patrimoniul Mondial UNESCO. Complexul mănăstiresc este considerat rezervație (sanctuar) istorico-culturală națională separată, acesta fiind statutul național ce i s-a acordat pe 13 martie 1996. Lavra nu doar că se află în altă parte a orașului, dar este parte a unui sanctuar național diferit de Catedrala Sfânta Sofia. În timp ce este o atracție culturală, mănăstirea este din nou activă, aici locuind 100 de călugări. A fost desemnată una dintre cele șapte minuni ale Ucrainei⁠(d) pe 21 august 2007, pe baza voturilor experților și a comunității de pe internet. Simboluri importante ale Lavrei sunt Peșterile Aproape și Depărtate, unde se păstrează peste 400 de relicve ale sfinților. Printre cei înmormântați aici se numără arhitecți, medici, scriitori, artiști.
În prezent, jurisdicția asupra sitului este împărțită între muzeul de stat Rezervația Istorico-Culturală Națională Kiev-Pecerska și Biserica Ortodoxă Ucraineană (Patriarhia Moscovei), fiind mănăstirea principală a acestei jurisdicții și reședința liderului ei, mitropolitul Onufrie.